# Status Seeker
"Status Seeker" je druga pjesma s albuma When Dream and Day Unite (izdan 1989. godine) američkog progresivnog metal sastava Dream Theater. 
U dokumentarnom filmu sastava I can remember when, Petrucci navodi kako je skadba "Status Seeker" pokušaj sastava (na nagovor izdavača) da prilagodi svoj originalni zvuk radio formatu, što je rezultiralo kraćom skladbom, trajanja malo više od četiri minute.
Tekst pjesme zajedno su napisali gitarist John Petrucci i pjevač Charlie Dominici. Kako je sastav prvo napisao glazbu za pjesmu, njih dvojica odlučili su jedne večeri napisati tekst. No, umjesto toga obadvojica su se napili i počeli se žaliti na mase ljudi koji su ih otpisali, koji su im govorili da nađu pravi posao i ošišaju se, što se naglo promijenilo kad je sastav potpisao svoj prvi ugovor s diskografskom kućom Mechanic. Mnoštvo tih ljudi promijenilo je svoj stav prema njima, govoreći im kako su uvijek vjerovali u njih, što je eventualno navelo njih dvojicu da o tome napišu pjesmu.
Heavy metal kritičari Metal Storm i Sputnik Music smatraju skladbu jednom od najboljih izvedbi na albumu te hvale virtuoznost svih članova, uključujući i vokale Charlieja Dominicija.

## Izvođači
- Charlie Dominici – vokali
- John Petrucci – električna gitara
- John Myung – bas-gitara
- Mike Portnoy – bubnjevi
- Kevin Moore – klavijature

#### Napomene
1. ↑  Dream Theater - When Dream And Day Unite review (engleski). Metal Storm. Inačica izvorne stranice arhivirana 18. veljače 2008. Pristupljeno 3. listopada 2009.
2. ↑  Dream Theater When Dream And Day Unite (engleski). Sputnikmusic. Pristupljeno 3. listopada 2009.